# Жива сила (військовий термін)
Жива сила — частина збройних сил (або підрозділи), що складається з людей та тварин (не техніки і зброї). Це солдати і офіцери, коні кінноти і артилерійських упряжок або обозів, а також інші транспортні тварини (верблюди, воли та подібні). Також у військових діях активно використовуються собаки — для охорони територій, затримання полонених, допомоги пораненим.
Наприкінці XX століття, коли тварин у військах практично припинили використовувати, термін жива сила став означати зазвичай тільки людей.